# منطقه تاریخی باغ‌های ایروینگون شمالی
منطقه تاریخی باغ‌های ایروینگون شمالی (انگلیسی: North Irvington Gardens Historic District) یک محله و ناحیه تاریخی ملی در ایندیاناپلیس، ایندیانا است که در ۲۷ ژوئن ۲۰۰۸ در فهرست ثبت ملی اماکن تاریخی ثبت شده‌است.

## تاریخچه
این منطقه درست در شمال بخش تاریخی ایروینگتون قرار دارد که در سال ۱۹۸۷ در فهرست ثبت ملی اماکن تاریخی ثبت شده‌است و مرزهای شرقی و غربی بخش قدیمی‌تر یعنی خیابان آرلینگتون و خیابان امرسون را به هم وصل می‌کند و از شمال به خیابان دهم و یازدهم امتداد می‌یابد. خیابان‌های این بخش عمدتاً از ساختمان‌های مسکونی تشکیل شده‌است که عمدتاً از ۱۹۱۰ تا ۱۹۵۰ قدمت دارند و هیچ سبک معماری متمایزی از جمله خانه‌ای در مزرعه تاریخی آزبورن ندارند. به جز یک کلیسا، تنها بناهایی که به ماهیت تاریخی منطقه کمک می‌کنند، ۸۴۳ خانه و ۵۵۱ گاراژ هستند. بیشتر حصارها در این بخش، ویژگی‌های محیط را مشخص می‌کنند و تعداد کمی از آنها در امتداد خیابان‌ها قراردارند.
این بخش به سه دلیل در فهرست ثبت شده‌است. اول اینکه این امر نشان دهنده اهمیت روند توسعه ساختن بناها به مرور زمان است. دوم اینکه نویسنده برجسته مارگارت ویموث جکسون در فاصله بین جنگ جهانی اول و جنگ جهانی دوم در این منطقه زندگی می‌کرد. و سوم اینکه سبک‌های مختلف مورد استفاده از محل سکونت را به روش یک کتاب درسی منعکس می‌کند.
یکی از سازه‌های مهم در منطقه، هارولدز استیر است که در سال ۱۹۵۱ ساخته شد. این ساختمان با وجود اینکه یک سال پس از دوران شهرت این منطقه ساخته شده‌است، یک ساختمان مهم در خدمت به دیگران است. یک رستوران با نام اصلی نورث‌وی در سال ۱۹۵۱ افتتاح شد و از اواسط دهه ۱۹۵۰ تا ۱۹۶۴ به کافه تریا لافنر تبدیل شد و در آن زمان بود که به نام هارولدز استیر شناخته می‌شود. از آن زمان به‌جز سه هفته در سال ۲۰۰۴ باز بوده‌است، زمانی که به نظر می‌رسید برای همیشه بسته شده‌است اما دو نفر از کارمندان در رستوران سرمایه‌گذاری کردند و آن را به‌موقع برای جشن ویژه روز شکرگزاری برای مشتریان وفادار بازگشایی کردند. این یکی از معدود درایوهای معتبر بازمانده در ایندیاناپلیس است. پیتون منینگ یکبار در سال ۲۰۰۵ یک تبلیغ تجاری برای مسترکارت را در این ساختمان فیلمبرداری کرد.
سازمان توسعه ایروینگتون عاملی اصلی برای به‌دست آوردن وضعیت ثبت ملی برای این بخش بود. پول حاصل از کمک مالی که به برنامه «آمریکا را حفظ کنید» داده می‌شد برای این تلاش‌ها به این سازمان کمک مالی کرده‌است.